# Lijst van Drymusidae
Deze pagina beschrijft alle soorten spinnen uit de familie der Drymusidae.

## Drymusa
Drymusa Simon, 1891
- Drymusa armasi Alayón, 1981
- Drymusa canhemabae Brescovit, Bonaldo & Rheims, 2004
- Drymusa capensis Simon, 1893
- Drymusa colligata Bonaldo, Rheims & Brescovit, 2006
- Drymusa dinora Valerio, 1971
- Drymusa nubila Simon, 1891
- Drymusa philomatica Bonaldo, Rheims & Brescovit, 2006
- Drymusa producta Purcell, 1904
- Drymusa rengan Labarque & Ramírez, 2007
- Drymusa serrana Goloboff & Ramírez, 1992
- Drymusa silvicola Purcell, 1904
- Drymusa simoni Bryant, 1948
- Drymusa spectata Alayón, 1981
- Drymusa spelunca Bonaldo, Rheims & Brescovit, 2006
- Drymusa tobyi Bonaldo, Rheims & Brescovit, 2006